# Синдром церебральної гіперперфузії
Синдром церебральної гіперперфузії, також відомий як синдром реперфузії, є порушенням регуляції церебрального кровотоку після відновлення кровопостачання до мозку, зазвичай після лікування стенозу сонної артерії.  Фактори ризику включають гіпертензію, особливо у перші кілька днів після реваскуляризації та двосторонній стеноз.

## Симптоми
Першим симптомом зазвичай є сильний головний біль на тлі недавньої каротидної ендартеректомії або каротидного стентування який повинен спонукати до повернення до лікарні та до пильної уваги клініцистів. У важких випадках симптоми можуть прогресувати до судом і коми.

## Лікування
Лікування полягає в контролі артеріального тиску, часто з постійним внутрішньовенним введенням антигіпертензивних препаратів у відділенні інтенсивної терапії.  Судоми можуть потребувати лікування протисудомними засобами.